# Ituzaingó (Buenos Aires)
Ituzaingó is een plaats in het Argentijnse bestuurlijke gebied Ituzaingó in de provincie Buenos Aires. De plaats telt 104.712 inwoners.

## Geboren
- Manuel Lanzini (1993), voetballer